# アルバニア軍
アルバニア軍（アルバニアぐん、Forcat e Armatosura të Republikës së Shqipërisë）は、アルバニアが保有する軍隊。

## 歴史
1912年のイスマイル・ケマリ政権時代、独自の国家軍が作られる。
冷戦時代、中ソ対立の際に中華人民共和国寄りの姿勢をとり、ワルシャワ条約機構を脱退。その後、中国から輸入した56式自動歩槍とその母国コピーであるASh-78を正式採用小銃としていた。
空軍は1989年までに山腹をくり抜いた軍事飛行場や掩体壕を造るなどしてMiG-17、MiG-19、F-7Aを運用してきたが、1992年から機体もろとも飛行場は放棄され、長らく固定翼機の運用も途絶えた。
冷戦後の現在は西欧各国の軍隊と連携を取り、イラクやアフガニスタンにも兵力を割いている。また、武器も西欧製に更新されつつある。
2008年にはNATO（北大西洋条約機構）への加入が認められ、2009年4月に正式加盟となった。

## 機構

### 三軍
アルバニア軍は、陸軍、海軍、空軍の三軍種とさらにこれらを統括する統合軍と統合支援部隊、訓練教育部隊で構成される。
- アルバニア陸軍（Forcat Tokësore Shqiptare）
- アルバニア海軍（Forcat e Mbrojtjes Detare Shqiptare）
- アルバニア空軍（Forcat Ajrore Shqiptare）

### 統制機構
- 国防省

## 主な装備
|  |  |

### 小火器
- ベレッタPx4 - トカレフTT-33より代替。
- AK-47 - 56式、ASh-78を含む。
- ARX-160
- ベレッタAR70/90
- M4カービン
- ドラグノフSVD
- SAKO TRG
- H&K MG4
- RPD、RPK軽機関銃
- RPG-7

### 車両
- マックスプロ - 2023年時点で、陸軍が40両を保有している[3]。
- イヴェコ LMV - 2023年時点で、憲兵隊が8両を保有している[3]。
- ハンヴィー

### 航空機
- AS532AL - 2023年時点で、空軍が4機を保有している[3]。
- AW109 - 2023年時点で、空軍が1機を保有している[3]。
- ベル205（AB205） - 2023年時点で、空軍が3機を保有している[3]。
- ベル206C（AB206C） - 2023年時点で、空軍が3機を保有している[3]。
- MBB Bo105 - 2023年時点で、空軍が4機を保有している[3]。
- H145 - 2023年時点で、空軍が2機を保有している[3]。